# Serbyniwci (stacja kolejowa)
Serbyniwci (ukr. Сербинівці) – stacja kolejowa w miejscowości Serbyniwci, w rejonie żmeryńskim, w obwodzie winnickim, na Ukrainie. Położona jest na linii Odessa – Lwów.

## Historia
Stacja powstała w 1871 na trasie Żmerynka - Wołoczyska - granica państwa, pomiędzy stacjami Żmerynka i Komarowce.